# Aeropuerto de Kingston-Rogers
El Aeropuerto de Kingston-Rogers (del inglés: Kingston Airport) (IATA: YGK, OACI: CYGK) está ubicado a 4,3 MN (8,0 km; 4,9 mi) al oeste de adyacente a Kingston, Ontario, Canadá.
Este aeropuerto fue nombrado en honor al exparlamentario Norman McLeod Rogers (Kingston 1935–1940), Ministro de trabajo y de defensa durante el premierato de William Lyon Mackenzie King. Rogers murió en un accidente aéreo el 10 de junio de 1940.

## Aerolíneas y destinos
- Air Canada Jazz
  - Toronto / Aeropuerto Internacional de Toronto-Pearson